# تقانة الفضاء

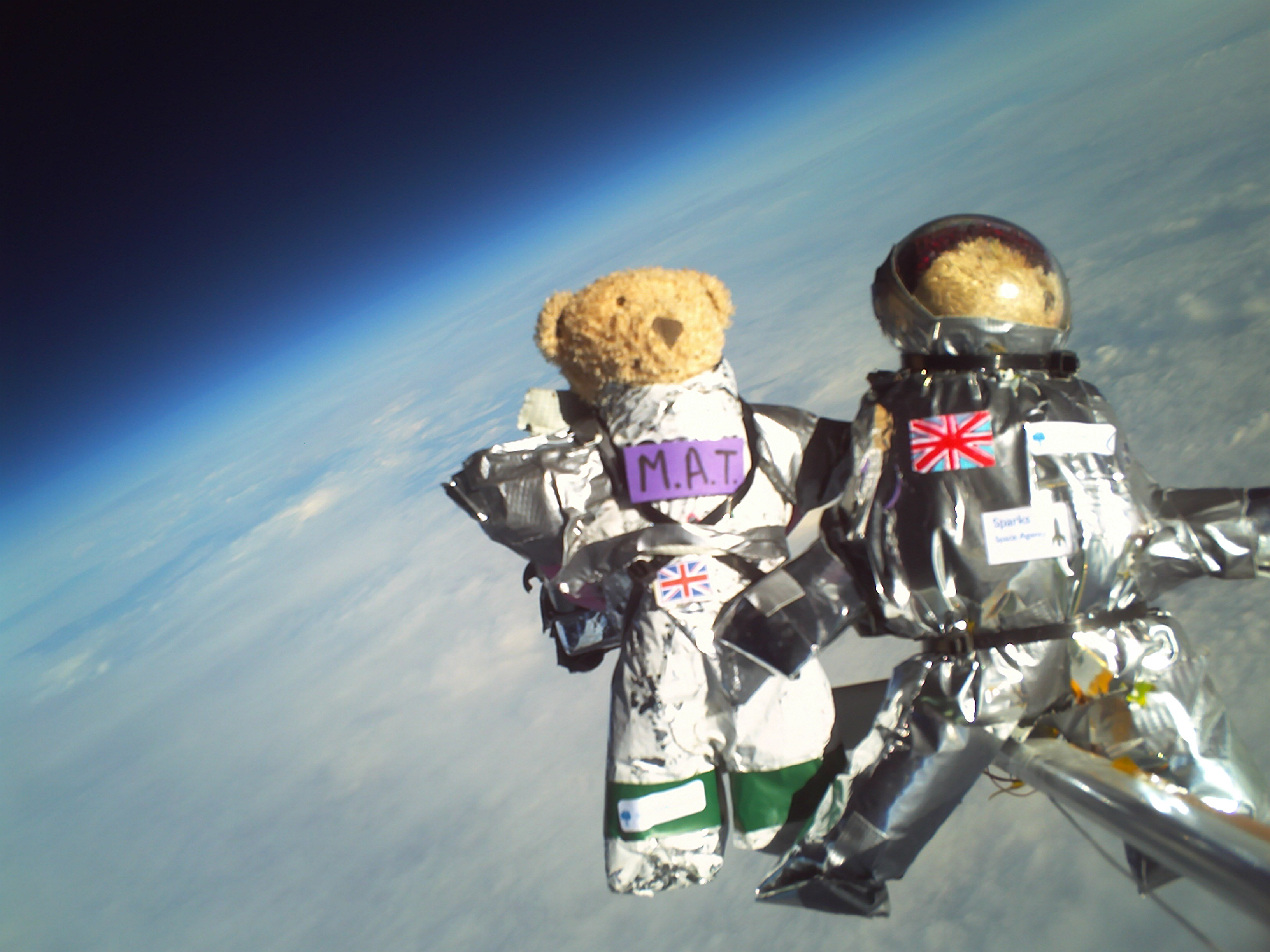
دمى الدببة على ارتفاع فوق مستوى سطح البحر قدره 30085 مترًا على بالون من الهيليومفي تجربة للمواد من قبل جمعية سي يو سبيسفلايت ونادي سباركس العلمي. يرتدي كلا الدبدوبين بذلة فضاء مختلفة صممها تلاميذ من سباركس تتراوح أعمارهم ما بين 11 و13 عامًا.

تقانة الفضاء هي تلك التقانة المتعلقة بدخول الأجسام واستردادها من الفضاء.
«كل يوم» بعض التكنولوجيات مثل التنبؤ الجوي والاستشعار عن بعد وأنظمة التموضع العالمي والتلفزيون الفضائي وبعض وسائل الاتصالات بعيدة المدى تعتمد اعتمادًا كبيرًا على الهياكل الأساسية الفضائية. كما تنتفع بعض العلوم مثل علم الفلك وعلوم الأرض (عبر الاستشعار عن بعد) بشكل ملحوظ من تكنولوجيا الفضاء.
وقد كانت الحواسيب وأنظمة القياس عن بعد تقودان التقنيات الحديثة التي كان يمكن اعتبارها «تكنولوجيا فضاء» نظرًا لأهميتهما الحرجة بالنسبة لمعززات الصواريخ والمركبات الفضائية. وقد توفرتا قبل سباق الفضاء اشتدت وتيرته إبان الحرب الباردة (بين كل من الاتحاد السوفيتي والولايات المتحدة) ولكن جرى تسريع تطويرها لتلبية احتياجات البرامج الفضائية للقوتين العظميين الرئيسين. في حين لا يزال يتم استخدامها اليوم في المركبات الفضائية والصواريخ، والتطبيقات الأكثر واقعية مثل مراقبة المرضى عن بعد (عن طريق القياس عن بعد)، والنباتات المائية، حالات الطريق، كما أن الاستخدام الواسع لأجهزة الكمبيوتر يتجاوز بكثير التطبيقات الفضائية في كمية التطبيقات وتعددها.
فالفضاء بيئة غريبة تتطلب محاولة العمل بها تكنولوجيات حديثة ومعرفة واسعة. وغالبا ما يتم استغلال التكنولوجيات الحديثة الناشئة أو التي يتم التعجيل بها من خلال جهود تتعلق بالفضاء في وقت لاحق في أنشطة اقتصادية أخرى. وقد اعتبر دعاة الفضاء ومحبوه على نطاق واسع هذا الأمر مفيدًا مفضلين بذلك استثمار المال العام في الأنشطة والبرامج الفضائية. لكن المعارضين السياسيين يتصدون لهذا الأمر بحجة أن تطوير تكنولوجيات محددة بصورة مباشرة سوف يكون أرخص بكثير إذا كانت تلك التكنولوجيات مفيدة ويسخرون من تبرير الإنفاق العام على الأبحاث المتعلقة بالفضاء.

## تكنولوجيا الفضاء المحددة
- الدروع الواقية من الحرارة
- الروبوت الجوي (المسبار الكوكبي المعلق في الغلاف الجوي.)
- الكبح الجوي
- معزز انظر أيضًا صاروخ باليستي عابر للقارات
- نابذة
- هيكل الخدمات
- مهمات التعزيز البشرية
- زلاجات الصواريخ
- عربة قمرية
- قرصان المريخ
- قمر صناعي
  - قمر صناعي للاتصالات
  - الأقمار الصناعية لمراقبة الأرض
  - سواتل الملاحة
  - التلفزيون الفضائي

## تكنولوجيات الفضاء المستقبلية
- التعدين الفضائي
- مركبة الوصول إلى المدار في مرحلة واحدة
- طاقة شمسية فضائية
- الإطلاق الفضائي غير الصاروخي
- التصنيع الفضائي

## وصلات خارجية
- Race2Space.org - Advancing the Privatization of Space Travel 2006 Race2Space، بالشراكة مع مؤسسة اكس برايز، تسعى للحصول على الرعاية من أجل دعم خصخصة السفر إلى الفضاء والبحوث المتعلقة به والاستكشاف الفضائية من أجل التحديات القادمة التي تواجه الهبوط على سطح القمر أكتوبر 2006م."
- Space Shuttle - أخبار وسمات حول بحوث وكالة ناسا، موجهة إلى الجمهور العام. تشمل أقسام علم الفلك، وعلوم الفضاء، وما بعد الصواريخ، والذين يعيشون في الفضاء